# Pedro
Pedro ist ein männlicher Vorname ursprünglich griechischer Herkunft, die spanische und portugiesische Form von Peter. Pedro kommt auch als Familienname vor.

## Namensträger

### Künstlername
- Pedro (Pedro Rodríguez Ledesma; * 1987), spanischer Fußballspieler
- Pedro (Pedro Guilherme Abreu dos Santos; * 1997), brasilianischer Fußballspieler
- Pedro (Pedro Henrique Silva dos Santos; * 2006), brasilianischer Fußballspieler

### Vorname

#### A
- Pedro Acosta (* 2004), spanischer Motorradrennfahrer
- Pedro Aguayo Ramírez (1979–2015), mexikanischer Wrestler
- Pedro Almodóvar (* 1949), spanischer Filmregisseur
- Pedro Arispe (1900–1960), uruguayischer Fußballspieler
- Pedro Armendáriz (1912–1963), mexikanischer Schauspieler
- Pedro de Arrieta († 1738), mexikanischer Baumeister
- Pedro Arrupe (1907–1991), spanischer Generaloberer des Jesuitenordens
- Pedro Astray (* 1992), spanischer Fußballspieler

#### B
- Pedro Balaguer (fl. 1392–1424), valencianischer Baumeister
- Pedro Barceló (* 1950), spanisch-deutscher Althistoriker
- Pedro Beck-Gomez (* 1992), brasilianischer Fußballspieler
- Pedro Berruguete (≈1450–1504), spanischer Maler
- Pedro Boese (* 1972), deutsch-portugiesischer Künstler
- Pedro Botelho (* 1989), brasilianischer Fußballspieler

#### C
- Pedro Álvares Cabral (≈ 1467–1526), portugiesischer Seefahrer
- Pedro Calapez (* 1953), portugiesischer Maler
- Pedro Calderón de la Barca (1600–1681), spanischer Dramatiker
- Pedro Ignacio Calderón (* 1933), argentinischer Dirigent
- Pedro Calungsod (1654–1672), philippinischer Märtyrer
- Pedro de Camprobín (1605–1674), spanischer Stilllebenmaler
- Pedro Bernardo Cannavó (* 1978), argentinischer römisch-katholischer Geistlicher und Weihbischof
- Pedro Casaldáliga (1928–2020), spanischer Ordensgeistlicher, Bischof von São Félix
- Pedro Aguirre Cerda (1879–1941), chilenischer Politiker
- Pedro Messía de la Cerda (1700–1783), Vizekönig von Neugranada
- Pedro Chamorro (1924–1978), nicaraguanischer Journalist und Herausgeber
- Pedro da Covilhã (1450–1530), portugiesischer Diplomat und Forscher
- Pedro Cruz Villalón (* 1946), spanischer Rechtswissenschaftler

#### D
- Pedro Damiano († ≈1544), portugiesischer Schachautor, siehe Damiano de Odemira
- Pedro De la Vega (* 2001), argentinischer Fußballspieler
- Pedro Delgado (* 1960), spanischer Radrennfahrer
- Pedro Duque (* 1963), spanischer Astronaut

#### E
- Pedro Espinosa (auch Pedro de Jesus; 1578–1650), spanischer Schriftsteller und Dichter
- Pedro Figueredo (1819–1870), kubanischer Rechtsanwalt

#### F
- Pedro Flores, philippinisch-US-amerikanischer Unternehmer

#### G
- Pedro Gallina (1949–2022), argentinischer Fußballspieler
- Pedro Gonçalves (* 1998), portugiesischer Fußballspieler
- Pedro Gutierrez, uruguayischer Politiker
- Pedro Gutiérrez (* 1989), venezolanischer Radsportler
- Pedro Juan Gutiérrez (* 1950), kubanischer Schriftsteller, Maler, Bildhauer, Dichter und Journalist

#### H
- Pedro Halffter (* 1971), deutscher Dirigent und Komponist
- Pedro Huarte-Mendicoa Larraga (1905–1991), spanischer Pilot und Luftfahrtingenieur

#### I
- Pedro Iarley (Pedro Iarley Lima Dantas; * 1974), brasilianischer Fußballspieler
- Pedro Iturralde (1929–2020), spanischer Saxophonist, Komponist und Musikpädagoge

#### J
- Pedro Jaque (* 1963), ehemaliger chilenischer Fußballspieler
- Pedro Jung (Johann Peter Jung; 1808–1886), deutscher Unternehmer, Kommunalpolitiker und Mäzen

#### K
- Pedro Ken (Pedro Ken Morimoto Moreira; * 1987), brasilianischer Fußballspieler
- Pedro Kramreiter (* 1939), österreichischer Fotograf
- Pedro Krusten (1897–1987), estnischer Schriftsteller

#### L
- Pedro Lamy (José Pedro Mourão Nunes Lamy Viçoso; * 1972), portugiesischer Automobilrennfahrer
- Pedro Lavirgen (1930–2023), spanischer Opernsänger
- Pedro Lenz (* 1965), Schweizer Schriftsteller
- Pedro Lima (* 1983), brasilianischer Boxer

#### M
- Pedro Mairal (* 1970), argentinischer Schriftsteller
- Pedro Malheiro (* 2001), portugiesischer Fußballspieler
- Pedro Manfredini (1935–2019), argentinischer Fußballspieler
- Pedro Mascarenhas (≈1484–1555), portugiesischer Seefahrer, Entdecker und Diplomat
- Pedro Mathey (1928–1985), peruanischer Radrennfahrer
- Pedro de Mena (1628–1688), spanischer Bildhauer
- Pedro Mendes (* 1979), portugiesischer Fußballspieler
- Pedro de Montaigu (auch Pierre de Montaigu oder Petrus de Monteacuto; † 1232), französischer Großmeister des Templerordens
- Pedro Mosquera (* 1988), spanischer Fußballspieler

#### N
- Pedro Navarro (1460–1528), spanischer Militärkommandant und Ingenieur
- Pedro Navarro (* 2001), chilenischer Fußballspieler
- Pedro Novais (* 1930), brasilianischer Politiker
- Pedro Nunes (1502–1578), portugiesischer Mathematiker und Astronom

#### O
- Pedro de Oliveira (Leichtathlet, 1996) (* 1996), brasilianischer Leichtathlet, der sich auf den Zehnkampf spezialisiert hat
- Pedro Opazo (1876–1957), chilenischer Politiker
- Pedro de Orrente (1580–1645), spanischer Maler

#### P
- Pedro Páez (1564–1622), spanischer Jesuitenmissionar
- Pedro Pascal (José Pedro Balmaceda Pascal, *1975) US-amerikanisch-chilenischer Schauspieler
- Pedro Pires (* 1934), kap-verdischer Politiker, Präsident 2001 bis 2011
- Pedro Pereira (* 1998), portugiesischer Fußballspieler

#### Q
- Pedro Quartucci (1905–1983), argentinischer Boxer und Schauspieler
- Pedro Quintana Arias (* 1989), spanischer Biathlet

#### R
- Pedro Ramírez Vázquez (1919–2013), mexikanischer Architekt
- Pedro Rodríguez (1940–1971), mexikanischer Rennfahrer
- Pedro Ruimonte (1565–1627), spanischer Komponist

#### S
- Pedro Salinas (1891–1951), spanischer Schriftsteller und Dichter
- Pedro Sarmiento (≈1478–1541), spanischer Geistlicher, Bischof von Tui und von Palencia
- Pedro Sarmiento de Gamboa (≈1532–1592), spanischer Seefahrer
- Pedro Solbes (1942–2023), spanischer Politiker
- Pedro de Soto (1494/1500–1563), spanischer Theologe

#### T
- Pedro Taborda (* 1978), portugiesischer Fußballspieler
- Pedro Troglio (* 1965), argentinischer Fußballspieler und -trainer

#### U
- Pedro Uralde (* 1958), ehemaliger spanischer Fußballspieler

#### V
- Pedro Valenzuela (* 1913; † unbekannt), chilenischer Fußballspieler
- Pedro Vanneste (* 1969), belgischer Badmintonspieler
- Pedro Vidal (1777–1846), uruguayischer Politiker und Priester

#### W
- Pedro Warnke (* 1945), deutscher Grafikdesigner
- Pedro Wirz (* 1981), brasilianisch-schweizerischer bildender Künstler

#### Y
- Pedro Yang (Pedro Alejandro Yang Ruiz; * 1976), guatemaltekischer Badmintonspieler

#### Z
- Pedro Zaballa (1938–1997), spanischer Fußballspieler
- Pedro Zingone (1899 – nach 1924), uruguayischer Fußballspieler

### Mittelname
- João Pedro Galvão (João Pedro Geraldino dos Santos Galvão; * 1992), brasilianisch-italienischer Fußballspieler
- João Pedro Gomez da Silva (* 1996), brasilianischer Fußballspieler
- João Pedro (João Pedro Junqueira de Jesus; * 2001), brasilianischer Fußballspieler

### Familienname
- Eduardo de Pedro (* 1976), argentinischer Politiker
- Gabriela Pedro, argentinische Lyrikerin, Malerin, Bildhauerin und Filmemacherin
- Javier de Pedro (* 1973), spanischer Fußballspieler
- Javier Martínez Pedro (* 1963), mexikanisch-amerikanischer Maler und Illustrator
- Jimmy Pedro (* 1970), US-amerikanischer Judoka
- João Pedro (Fußballspieler, 1975) (João Pedro Fernandes; * 1975), französisch-portugiesischer Fußballspieler
- João Pedro (Fußballspieler, 1980) (João Pedro Lima Santos; * 1980), portugiesischer Fußballspieler
- João Pedro (Fußballspieler, 1984) (João Pedro Henriques Neto; * 1984), portugiesischer Fußballspieler
- João Pedro (Fußballspieler, 1986) (João Pedro Guerra Cunha; * 1986), portugiesischer Fußballspieler
- João Pedro (Fußballspieler, 1987) (João Pedro Azevedo e Silva; * 1987), portugiesischer Fußballspieler
- João Pedro Galvão (João Pedro Geraldino dos Santos Galvão; * 1992), brasilianisch-italienischer Fußballspieler
- João Pedro (Fußballspieler, 3. April 1993) (João Pedro Almeida Machado; * 1993), portugiesischer Fußballspieler
- João Pedro (Fußballspieler, 22. April 1993) (João Pedro Pereira dos Santos; * 1993), brasilianischer Fußballspieler
- João Pedro Gomez da Silva (* 1996), brasilianischer Fußballspieler
- João Pedro (Fußballspieler, November 1996) (João Pedro Maturano dos Santos; * 1996), brasilianischer Fußballspieler
- João Pedro (Fußballspieler, 1998), osttimoresischer Fußballspieler
- JP Galvão (João Pedro Galvão de Carvalho; * 2001), brasilianischer Fußballspieler
- João Pedro (Fußballspieler, 2001) (João Pedro Junqueira de Jesus; 2001), brasilianischer Fußballspieler
- João Pedro (Fußballspieler, 2002) (João Pedro de Moura Siembarski; 2002), brasilianischer Fußballspieler
- Joël Pedro (* 1992), luxemburgischer Fußballspieler
- Jone Lopes Pedro (* 1990), deutsch-angolanischer Basketballspieler
- Laura Pedro (* 1989), spanische VFX Supervisorin
- Luis Pedro (* 1990), niederländischer Fußballspieler
- Pablo de Pedro (* 1980), spanischer Radrennfahrer
- Roque de Pedro (1935–2019), argentinischer Komponist, Pianist, Musikwissenschaftler und -pädagoge
- Ronaldo Pedro (* 1972), namibischer Rugby-Union-Spieler
- Tarkong Pedro († 1979), palauischer Pädagoge und Politiker
- Teresa de Pedro (* 1944), spanische Informatikerin, Physikerin und Hochschullehrerin
- Valeria Pedro (1973–2007), palauische Gewichtheberin
- Violina Linda Pedro (* 1951/52), Bowls-Sportlerin aus Tokelau